# Фрасинет Гара (Олт)
Фрасинет Гара (рум. Frăsinet Gară) насеље је у Румунији у округу Олт у општини Владила. Oпштина се налази на надморској висини од 84 m.

## Становништво
Према подацима из 2002. године у насељу је живело 372 становника, од којих су сви румунске националности.